# Niemiecka Narodowa Partia Ludowa
Niemiecka Narodowa Partia Ludowa (niem. Deutschnationale Volkspartei – DNVP, niemieckonarodowi) – skrajnie prawicowa partia narodowo-konserwatywna działająca w Niemczech w czasach Republiki Weimarskiej. Partia ta była wrogo ustosunkowana wobec konstytucji weimarskiej i większość czasu spędziła w opozycji wobec innych sił politycznych (poza dwiema koalicjami).
Program Partii Narodowej z 1931 r., stworzony pod wodzą Alfreda Hugenberga, był wyraźnie bardziej prawicowy niż poprzednie. Domagano się w nim przywrócenia monarchii Hohenzollernów, obowiązkowej służby wojskowej, stanowczej polityki zagranicznej mającej na celu rewizję traktatu wersalskiego, odzyskania utraconych kolonii zamorskich oraz wzmocnienia więzi z Niemcami żyjącymi na innych obszarach Europy, zwłaszcza w Austrii. Reichstag miał zachować jedynie rolę nadzorczą, a obok niego miało powstać „ciało przedstawicielskie zbudowane zgodnie z zawodową hierarchią sfer gospodarczych i kulturowych”, co przypominało wzorce państwa korporacyjnego budowanego w tym czasie w faszystowskich Włoszech. Partia popierana była głównie przez bogatych właścicieli ziemskich i przemysłowców.
Pod przywództwem Hugenberga narodowcy odeszli również od wewnętrznej demokracji partyjnej i zbliżyli się do „zasady przywództwa”. Nowy lider partii podjął wytężone wysiłki, aby kształtować politykę partii oraz kierować partyjną delegacją w Reichstagu w czasie głosowań. Wielu deputowanych sprzeciwiło się tej postawie. W ramach protestu kilkunastu z nich w grudniu 1929 r. odeszło z partii i przyłączyło się do peryferyjnych ugrupowań prawicowych, a w czerwcu 1930 r. w ich ślady poszli następni. Hugenberg sprzymierzył partię ze skrajną prawicą w 1929 r., chcąc aby zorganizowano referendum dotyczące odrzucenia planu Younga.
Współpracowała z NSDAP, co w końcu zaowocowało tym, że duża część jej członków przeszła do tej drugiej partii. Pozostali w niej głównie przedstawiciele klasy średniej i arystokracji w odróżnieniu od nominalnie „robotniczej” NSDAP. W 1931 przystąpiła do frontu harzburskiego, koalicji antyrepublikańskich organizacji na czele z NSDAP.
Partia po nieudanej koalicji z Hitlerem sama się rozwiązała na krótko przed tym, gdy rząd Hitlera zdelegalizował wszystkie partie oprócz NSDAP.
Na krótko została odtworzona w 1962 r., ale szybko została wchłonięta przez silniejszą CDU.

## Prezesi partii
- 1918–1924 Oskar Hergt (1869–1967)
- 1924–1928 Kuno Graf von Westarp (1864–1945)
- 1928–1933 Alfred Hugenberg (1865–1951)

## Galeria

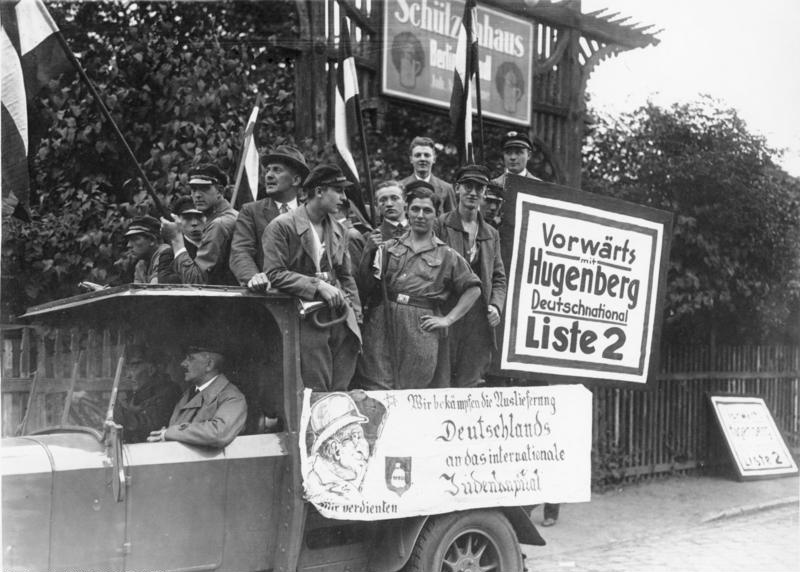
Antysemickie plakaty DNVP w czasie kampanii wyborczej w 1930
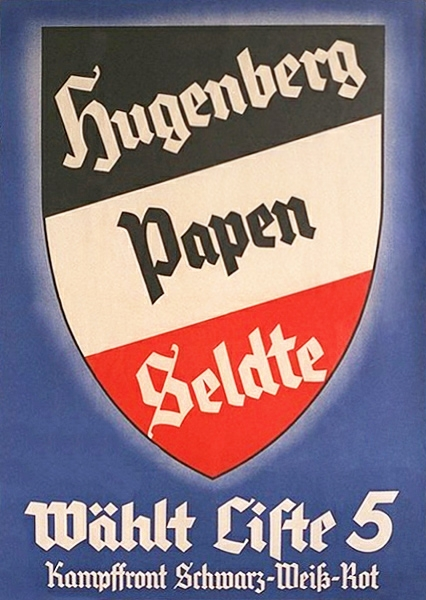
Plakat wyborczy z 1933 koalicji Front Walki Czarno-Biało-Czerwoni, skupionej wokół DNVP